# Beipiaosaurus
Beipiaosaurus é um gênero de dinossauro da família dos terizinossauros. A descoberta do Beipiaossauro, que traduz como "lagarto de Beipiao" depois de uma cidade na China perto da posição da sua descoberta, foi anunciada no 27 de Maio de 1999, que foi anunciado na revista Nature. Esses fósseis foram encontrados na Província de Liaoning, na China e foram datados ao período Cretáceo, há aproximadamente 125 milhões de anos. É conhecido de uma espécie única, B. inexpectus, denominado para 'as características surpreendentes neste animal.'. Um número significante de ossos fossilizados desta espécie foram recuperados, inclusive: fragmentos craniais, uma mandíbula, três vértebras cervicais, quatro vértebras dorsais, uma vértebra caudal, e a escápula do animal.
Um estudo da Academia Chinesa de Ciências, publicado na revista científico PNAS, identificou um tipo de pena em dois fósseis, descobertos no nordeste da China. Esse tipo de estrutura, parece ser um tipo primitivo de penas, utilizados apenas como ornamento. Descrito como filamento único sem ramificações e alongado, foi chamado de Pena Filamentosa Ampla Alongada (EBFFs).